# Downary-Plac
Downary-Plac – wieś w Polsce w województwie podlaskim, w powiecie monieckim, w gminie Goniądz.
Do 2023 miejscowość była częścią wsi Downary.
Osada jest częścią sołectwa Downary.
W latach 1975–1998 miejscowość administracyjnie należała do województwa łomżyńskiego.

## Historia
Powstała na terenach wsi Downary w latach 80. XIX wieku jako osada – koszary wojska carskich dla nieopodal położonej Twierdzy Osowiec. Po I wojnie światowej koszary zostały rozebrane, a cegła służyła jako budulec dla mieszkańców okolicznych wsi oraz do budowy między innymi kościoła.

## Położenie
Downary-Plac położone są na skraju Kotliny Biebrzańskiej i otuliny Biebrzańskiego Parku Narodowego.
Przez osadę przebiega droga krajowa nr  oraz droga powiatowa łącząca Goniądz z Trzciannem.

## Zabytki
- kościół pw. MB Anielskiej zbudowany według projektu inż. Pawlika z Białegostoku w latach 20. XX wieku należący do parafii w Downarach[6].
- plebania zbudowana w stylu dworkowym w latach 1927–1928 według projektu Stanisława Piotrowskiego. Obecnie wykorzystywana przez młodzież oazową.